# ششوه
ششوه (به لهستانی:  Szeszyły) یک روستا در لهستان است که در گمینا بوتشکی واقع شده‌است.